# St. Mariä Himmelfahrt (Grevenbroich/Gustorf)

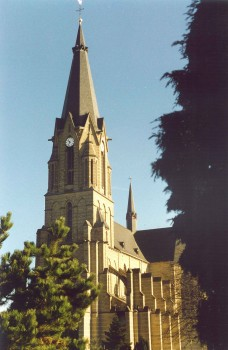

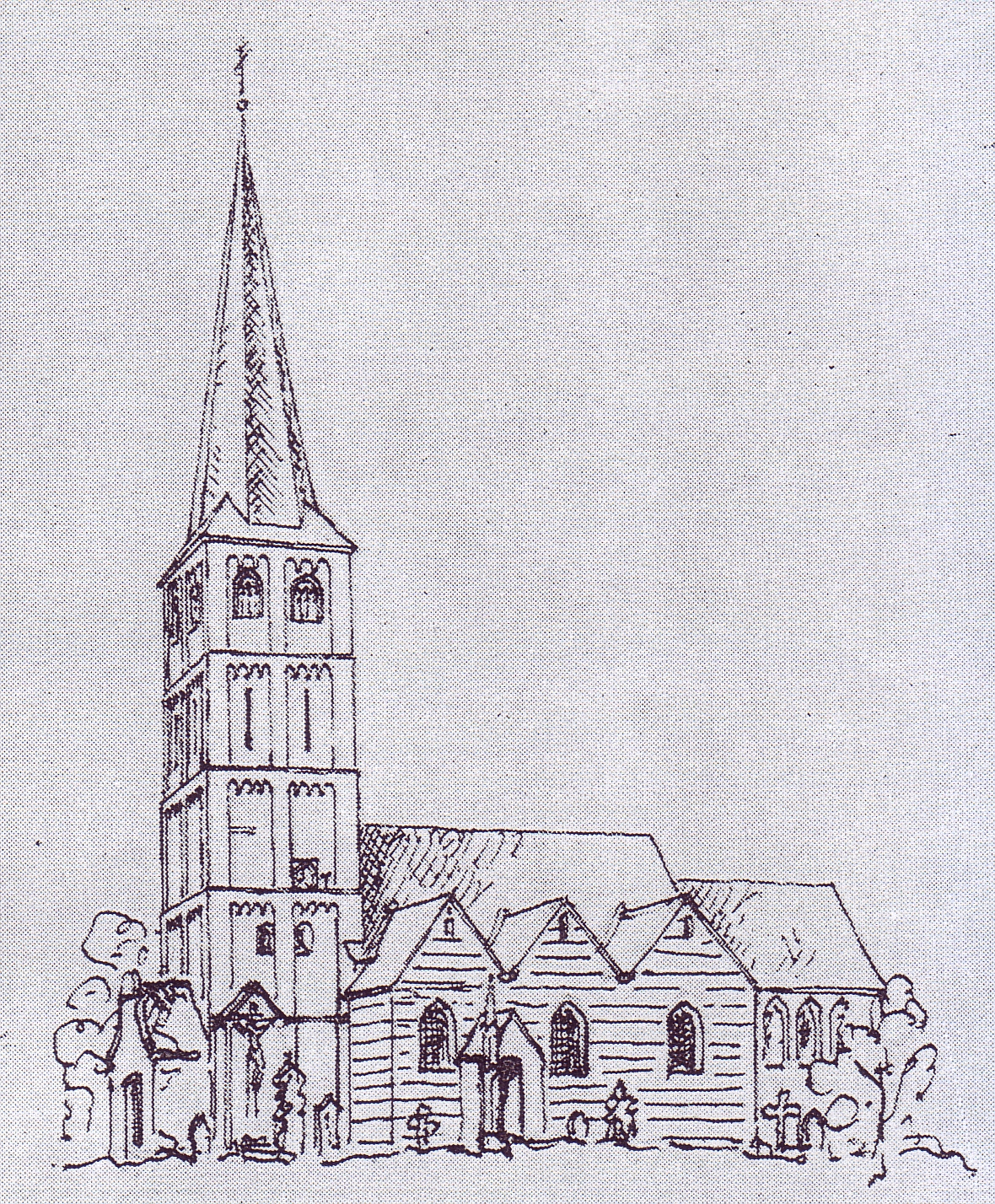
Ansicht der alten Kirche 1872

St. Maria Himmelfahrt ist eine katholische Kirche im Ortsteil Gustorf der Stadt Grevenbroich in Nordrhein-Westfalen. Sie gehört zur Pfarreiengemeinschaft Grevenbroich Elsbach-Erft im Erzbistum Köln.

## Geschichte

### Alte Kirche
Die katholische Pfarrgemeinde Gustorf gehört zu einer der ältesten Pfarreien des Kölner Erzbistums. Erwähnt wird eine Kirche in Gustorf bereits 1269. Belegt ist, dass der Türsturz der ersten Gustorfer Kirche die Jahreszahl 1130 trug und dass diese Kirche ursprünglich Eigenkirche des Gustorfer Hofes war, dessen Besitzer Patronat und Zehnt gehörte. Der Sprengel der Pfarrkirche umfasste die später selbständigen Gemeinden Elfgen und Garzweiler.
Die Kirche wurde unter anderem durch die „Gustorfer Chorschranken“ bekannt, drei romanische Reliefplatten, die als Chorschranken dienten und heute im Rheinischen Landesmuseum Bonn aufbewahrt werden. In der Taufkapelle sind Kopien angebracht.

### Kirche von 1872
Wegen Platzmangel in der alten Pfarrkirche wurde sie 1872 abgebrochen und nach Plänen von August Rincklake durch einen großen, neugotischen Neubau ersetzt, der im Volksmund den Namen „Dom an der Erft“ trägt. Baubeginn war unmittelbar nach der Niederlegung des alten Gebäudes und 1874 waren die Bauarbeiten beendet. Am 24. Juni 1876 konnte mit dem damaligen Kölner Weihbischof Baudri die feierliche Kirchweihe gefeiert werden.
Die Finanzierung des Kirchenneubaus ist zu einem großen Teil den Zuwendungen der Geschwister Sinsteden zu verdanken. Die Geschwister Mechtildis, Josef und Johann-Adolf Sinsteden stammten gebürtig von der Gustorfer Mühle und unterstützten auch andere Kirchenneubauten, wie z. B. St. Heribert in Deutz.
Im August 2002 wurde St. Mariä Himmelfahrt „Kirche des Monats“ im Erzbistum Köln.

## Beschreibung
Das geostete Kirchengebäude ist eine dreischiffige neugotische Basilika mit dem Grundriss eines lateinischen Kreuzes. An das Langhaus schließt sich im Osten ein dreiseitig geschlossener Chor an, die Arme des Querhauses schließen ebenfalls dreiseitig ab. Über der Vierung sitzt ein schlanker Dachreiter und im Westen erhebt sich der Kirchturm, der im oberen Geschoss vom Viereck in ein Achteck übergeht und über acht kleinen Giebelfeldern mit einem Spitzhelm bedeckt ist. Das Langhaus wird von außen durch Strebepfeiler gestützt.
Um die Kirche herum liegt eine Friedhofsanlage mit einigen Grabkreuzen aus dem 17./18. Jahrhundert, die von einer Friedhofsmauer eingefasst ist.

## Ausstattung
Der neugotische Hochaltar wurde zwischen 1916 und 1922 in Antwerpen gefertigt. Über ihm befindet sich eine Kreuzigungsgruppe, die um 1400 aus Holz gefertigt wurde. Eine frühgotische Madonna mit Kind vom Beginn des 15. Jahrhunderts war wie die Kreuzigungsgruppe schon in der alten Pfarrkirche vorhanden. Aus der Bauzeit sind neben dem Hochaltar auch Chorgestühl, Beichtstühle und die Orgelempore erhalten.

## Orgel
Die Orgel auf der Empore wurde 1884 durch die Firma Johann Stockhausen/Linz erbaut. Sie besitzt 23 Register verteilt auf zwei Manuale und Pedal. Sie wurde 1961 durch Gert Weyland umbebaut und 1989/90 durch die Firma Weimbs Orgelbau restauriert. Die Disposition ist wie folgt:
| I Hauptwerk C–f3 |           |       |            |
| 1.               | Bordun    | 16′   |            |
| 2.               | Principal | 8′    |            |
| 3.               | Gamba     | 8′    |            |
| 4.               | Gedackt   | 8′    |            |
| 5.               | Octave    | 4′    |            |
| 6.               | Flaut     | 4′    |            |
| 7.               | Quinte    | 2 ⁄3′ |            |
| 8.               | Principal | 2′    |            |
| 9.               | Cornet IV | 4′    | ab g       |
| 10.              | Mixtur IV | 2′    |            |
| 11.              | Trompete  | 8′    | B/D (h/c') |

| II Unterwerk C–f3 |                 |    |                            |
| 12.               | Geigenprincipal | 8′ | (C-H gedeckt)              |
| 13.               | Gedackt         | 8′ | B/D (H/c)                  |
| 14.               | Salicional      | 8′ | (C-H gemeinsam mit Nr. 12) |
| 15.               | Fernflöte       | 8′ | ab c                       |
| 16.               | Flaut travers   | 4′ |                            |
| 17.               | Spitzflöte      | 2′ |                            |
| 18.               | Fagott/Oboe II  | 8′ | B/D (h/c')                 |

| Pedal C–d1 |           |     |
| 19.        | Violon    | 16′ |
| 20.        | Subbaß    | 16′ |
| 21.        | Principal | 8′  |
| 22.        | Principal | 4′  |
| 23.        | Posaune   | 16′ |

- Koppeln: I/P, II/P
- Spielhilfen:

## Glocken
Im Turm der Kirche hängt ein sechsstimmiges Glockengeläut aus Bronze, das zur Hälfte aus wertvollen historischen Glocken besteht:
| Glocke | Namen                               | Gewicht ≈ | Durchmesser | Gießer                                                     | Gussjahr | Schlagton |
| ------ | ----------------------------------- | --------- | ----------- | ---------------------------------------------------------- | -------- | --------- |
| 1      | Anna, Elisabeth, Martha, Bernadette | 3100 kg   | 1710 mm     | Wolfgang Hausen Mabilon, Glockengießerei Mabilon, Saarburg | 1990     | h°-8      |
| 2      | Maria                               | 1825 kg   | 1440 mm     | Wolfgang Hausen Mabilon, Glockengießerei Mabilon, Saarburg | 1983     | d’-7      |
| 3      | Michael                             | 1300 kg   | 1283 mm     | Wolfgang Hausen Mabilon, Glockengießerei Mabilon, Saarburg | 1966     | e’-8      |
| 4      | Jesus Maria Johannes                | 0850 kg   | 1110 mm     | Christian Kloit, Cöln                                      | 1439     | fis’-5    |
| 5      | Alte Maria                          | 1200 kg   | 1173 mm     | Kerstgen von Onckell                                       | 1605     | g’-7      |
| 6      | Barbara (Schelle)                   | 0180 kg   | 0685 mm     | Christian Kloit, Cöln                                      | 1439     | cis’’+4   |